# Anna Maria Barbany
Anna Maria Barbany (Barcelona, 1945) és una actriu catalana de teatre, cinema i televisió que ha treballat també molts anys a Madrid.
Després d'estudiar teatre i dansa, va començar la seva carrera interpretativa al 1962 en el teatre, un àmbit que mai ha deixat, tot i que les seves intervencions a la televisió potser l'han feta més popular.
En el teatre ha interpretat papers de tots els grans dramaturgs, entre els quals Shakespeare, Txekhov, Ibsen, Pirandello, Miller, Molière, Calderón, Lope de Vega, Cervantes, de Filippo, Vilanova, Marsillach, Picas, Salom, Nieva, Ballesteros... I ha treballat amb directors com Herman Bonnin, Ventura Pons, Loperena, Manuel Collado, Josep María Flotats o Sergi Belbel.
En televisió ha participat inicialment en els programes teatrals, com ara Estudio 1, i després en moltes sèries, com Merlí, La Sagrada Familia, Plats bruts, Los hombres de Paco, Recuerda cuándo, Clase media, Casi perfectos, De moda, L’un per l’altre...
Pel que fa al cinema ha participat en pel·lícules molt escollides, com ara El pájaro de la felicidad (1993), de Pilar Miró, Obra maestra (2000), de David Trueba, o Lo mejor que le puede pasar a un cruasán (2003), de Paco Mir.

## Reconeixements
Entre altres premis, al 2018 li va ser concedit el Premi Actua en la seva categoria d'actriu, que atorga la Fundació AISGE.

## Trajectòria professional
Teatre
- 1966. L'apotecari d'Olot, de Frederic Soler (Serafí Pitarra). Al Teatre Romea de Barcelona.
- 1971. La playa vacía, de Jaume Salom, estrenada al Teatre Moratín de Barcelona.
- 1973. La zapatilla, d'Alan Ayckbourn, estrenada al Teatre Moratín de Barcelona.
- 1973, juny. Un yogur para dos, de Stanley Price. Versió d'Enric Ortenbach. Estrenada al Teatre Moratín, de Barcelona.
- 1973, novembre. Tiempo de espadas, de Jaume Salom. Teatre Moratín, de Barcelona.
- 1992. Carícies de Sergi Belbel, estrenada al Teatre Romea, Barcelona.
- 1995. El acero de Madrid de Lope de Vega. Estrenada per la Compañía de Teatro Clásico, amb representacions al Teatre Victòria de Barcelona.
- 2002. Dissabte, diumenge i dilluns, d'Eduardo de Filippo, estrenada al TNC, Barcelona.
- 2006. Casi perfectos, de Javier Daulte, estrenada al Teatre Romea de Barcelona.

Sèries de televisió
- 1999-2000: Plats bruts, on era la Carbonell.
- 2003: L'un per l'altre
- 2001: A Moncloa ¿dígame? era María Fernanda
- 2004-2005: A Casi perfectos era Gloria Domínguez
- 2010-2011: A La sagrada família era la Fina
- 2015-2018: A Merlí era Carmina Calduch

Cinema
- 1970: El Certificado, de Vicent Lluch
- 1993ː El pájaro de la felicidad, de Pilar Miró
- 2000: Obra maestra, de David Trueba: mare del Benito.
- 2002: Lisístrata, de Francesc Bellmunt: Papila.
- 2003: Lo mejor que le puede pasar a un cruasán, de Paco Mir: la mare